# F. Ryan Duffy
Francis Ryan Duffy, född 23 juni 1888 i Fond du Lac, Wisconsin, död 16 augusti 1979 i Milwaukee, Wisconsin, var en amerikansk demokratisk politiker och jurist. Han representerade delstaten Wisconsin i USA:s senat 1933–1939.
Duffy avlade 1910 grundexamen och 1912 juristexamen vid University of Wisconsin–Madison. Han inledde sedan sin karriär som advokat i Fond du Lac. Han deltog i första världskriget i USA:s armé och befordrades till major.
Duffy besegrade John J. Blaine i senatsvalet 1932. Han kandiderade till omval efter en mandatperiod i senaten men förlorade mot republikanen Alexander Wiley. Duffy blev 1939 utnämnd till en federal domstol. Tio år senare blev han utnämnd till en federal appellationsdomstol och var den domstolens chefsdomare 1954–1959.
Duffy avled 1979 och gravsattes på Calvary Cemetery i Fond du Lac.